# هوراتیوس کوکلس

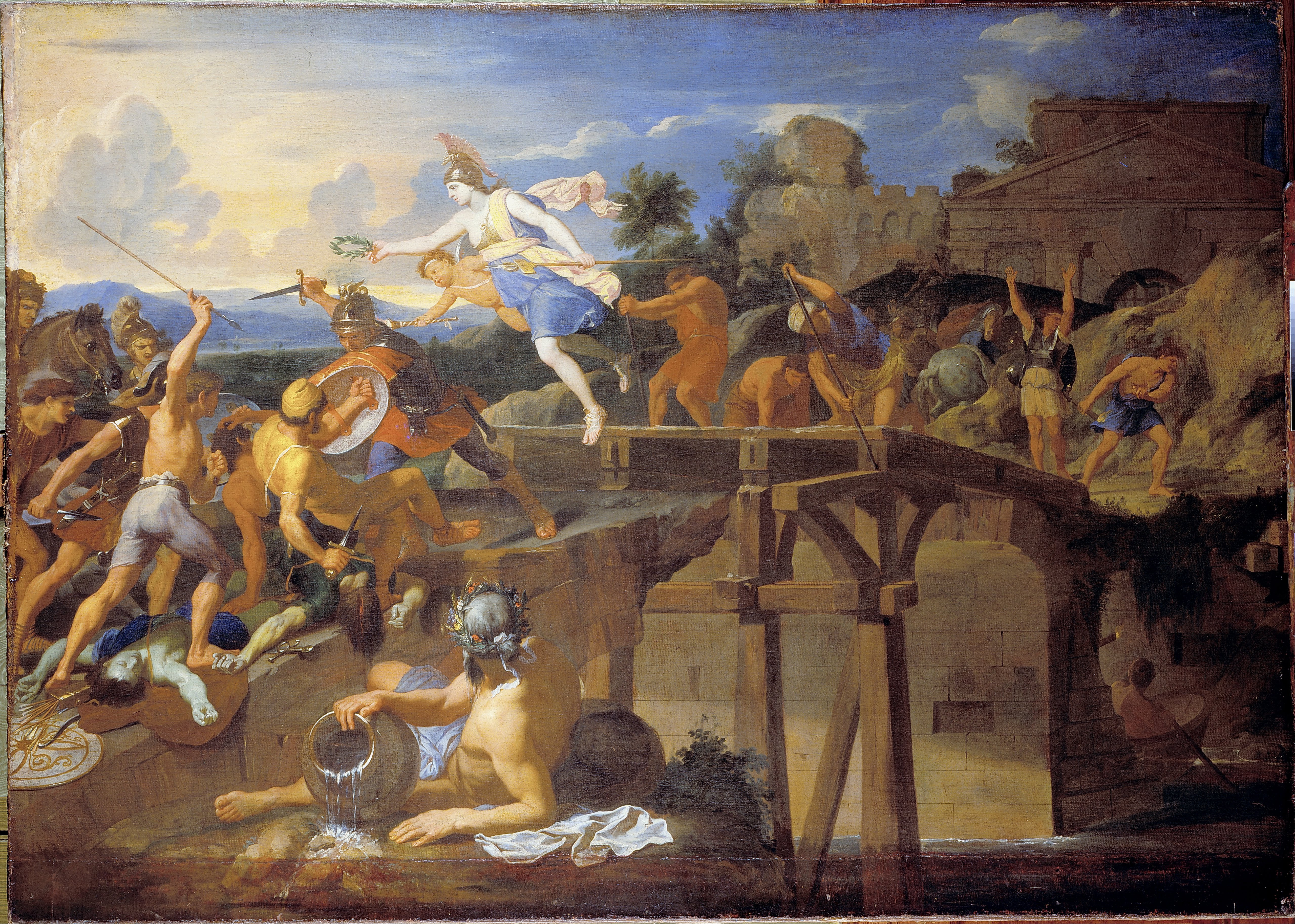
هوراتیوس در حال دفاع از پل سوبلیکیوس. در پشت‌سرش، رومیان در حال تخریب پل هستند تا مورد استفادهٔ اتروسکان قرار نگیرد. روح سفیدی که تاج افتخار بر سر هوراتیوس می‌نهد ویکتوریا، ایزدبانوی پیروزی، است. (اثر شارل لو برن)

پوبلیوس هوراتیوس کوکلس (به لاتین: Publius Horatius Cocles) یک سرباز اهل جمهوری روم بود که به‌خاطر دفاع مشهورش از پل سوبلیکیوس در ۵۰۸ ق.م. در جنگ میان رومیان و اتروسکان معروف است. او و دو تن از همرزمانش با دفاع از پل و مشغول کردن اتروسکان به خود موجب شدند که سپاه روم وقت کافی برای تخریب پل را داشته باشد، و پس از تخریب پل، اتروسکان نتوانند از رود بگذرند و به روم برسند.

## پیش‌زمینه
هوراتیوس یکی از اعضای خاندان هوراتی‌ها بود که به‌خاطر نبردشان با کوریاتی‌ها در سدهٔ هفتم قبل از میلاد معروف بودند. او برادرزادهٔ کنسول مارکوس هوراتیوس پولویلوس بود و به‌خاطر از دست دادن یک چشمش در نبرد بر سر پل سوبلیکیوس ملقب به «کوکلس» شد.
در سال ۵۰۸ ق. م، لارس پورسنا، که پادشاه یکی از دولت‌شهرهای اتروسکان به‌نام کلوزیوم بود، برای بازگرداندن لوکیوس تارکوئینیوس متکبر به تاج‌وتخت روم به روم لشکر کشید. او نخست بر تپهٔ یانیکولوم حمله برد و آن را متصرف شد. سپس به‌سوی پل سوبلیکیوس، که بر روی تیبر بود، راه افتاد تا به‌وسیلهٔ آن از تیبر بگذرد و وارد شهر روم شود. برطبق نوشتهٔ دیونوسیوس هالیکارناسی، خاندان تارکوئینیان جناح چپ سپاه اتروسکان را رهبری می‌کردند و روبروی ایشان نیروهای رومی تحت رهبری اسپوریوس لارکیوس و تیتوس هرمینیوس بودند؛ جناح راست اتروسکان را، که متشکل از لاتینان شورشی بود، اکتاویوس مامیلیوس رهبری می‌کرد و روبروی ایشان رومیان تحت رهبری کنسول تیتوس لوکرتیوس تری‌کیپیتینوس و مارکوس والریوس ولوسوسبودند؛ قلب سپاه اتروسکان را نیز پادشاهشان لارس پورسنا رهبری می‌کرد و روبروی ایشان رومیان تحت رهبری کنسول پوبلیوس والریوس پوبلیکولا بودند. وقتی جنگ شروع شد، جناح راست اتروسکان بر چپِ رومیان فائق آمد و مارکوس والریوس و تیتوس لوکرتیوس را زخمی کردند. پس چون رومیان این دو را از خط مقدم به پشت جبهه منتقل کردند، سربازان رومی ترسیدند و به‌سوی پل سوبلیکیوس دویدند تا از تیبر بگذرند و در شهر پناه بگیرند.

## هوراتیوس و پل

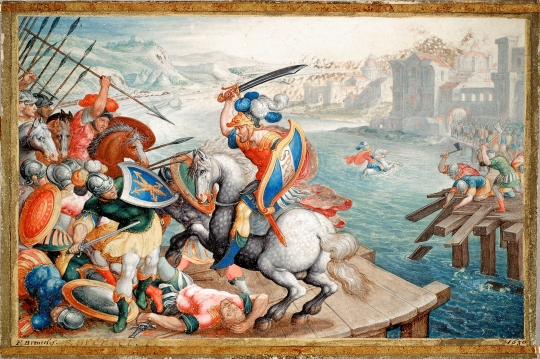
اثر فریدریش برنتل

اینک سه رومی برای دفاع از پل ماندند: فرماندهان جناح راست روم یعنی هرمینیوس و لارکیوس و سربازی به‌نام هوراتیوس کوکلس که در آن روز نگهبان پل بود. نفر آخری وقتی دید تپهٔ یانیکولوم به‌دست اتروسکان افتاده و سربازان رومی به‌سوی پل فرار می‌کنند تا به‌آنسوی تیبر برسند و در شهر پناه بگیرند، پیشنهاد کرد که لااقل پل را به‌وسیلهٔ آتش یا تبر یا هر چیز دیگری خراب کنند تا دشمن نتواند به‌آنسوی تیبر برسد؛ خود نیز شخصاً و تا جایی که در توان یک نفر باشد از پل دفاع می‌کند و دشمن را سرگرم می‌کند تا همرزمانش پل را کامل تخریب کنند. پس تک‌وتنها به‌سوی دشمن رفت. شرم و حیا آن دو تن دیگر، لارکیوس و هرمینیوس، را واداشت در کنار او بایستند و از پل دفاع کنند. پس سه نفری در برابر نیزه‌های دشمن مقاومت کردند. پس چون رومیانِ پشت‌سرشان قسمت کوچکی از پل را برای عقب‌نشینیِ آن سه تن سالم نگه داشتند، با فریاد از آن سه تن خواستند برگردند. ابتدا هرمینیوس و لارکیوس از آن قسمتِ سالم‌ماندهٔ پل عقب‌نشسته نزد رومیان بازگشتند، اما هوراتیوس هنوز به مقاومت در برابر نیزه‌های دشمن ادامه داد. بعد که پل کامل تخریب شد، او خود را، با تمام سلاح‌هایش، در آب انداخت و شناکنان به‌آنسوی تیبر نزد رومیان بازگشت. تیتوس لیویوس می‌گوید که او هیچ زخمی برنداشت اما دیونوسیوس می‌گوید که او با نیزه از ناحیهٔ باسن زخمی شد. پولیبیوس می‌گوید او در تیبر غرق شد.

### قدردانی
پس چون هوراتیوس به شهر روم بازگشت، به‌پاس سلحشوری‌اش جوایز نظامی بدو دادند و سرودخوانانْ او را به شهر آوردند. او ناقص شده بود و دیگر نمی‌توانست در ارتش خدمت کند و سال‌ها بعد نیز نتوانست به مقام کنسولی برسد. در عوض، آن مقدار زمینی را که توانست در طول یک روز شخم بزند به او دادند و هر شهروند رومی ــ در آن شرایط محاصرهٔ شهر و قحطی ــ مقداری از اندوختهٔ غذایی‌اش کم کرد و به او داد. تندیسی نیز در کومیتیوم به افتخارش ساختند.

## دوران مدرن
ناپلئون بناپارت، پس از نبرد کلاوزن، ژنرال توماس الکساندر دوما را «هوراتیوس کوکلسِ تیرول» خواند، چراکه به‌تنهایی از پلی بر روی رود آیزاک دفاع کرده بود.
تامس ببینگتن مکولی داستان دفاع هوراتیوس از پل سوبلیکیوس را در اثرش اشعار روایی روم باستان،که در پایان سدهٔ نوزدهم و ابتدای بیستم محبوبیت بسیار یافت، به نظم کشیده‌است. در این اثر، در فصل Horatius و در قصیدهٔ ۲۷، آمده:
سپس هوراتیوس شجاع، کاپیتان دروازه، گفتا:
مرگ، دیر یا زود، قسمت هر انسان روی این سیاره می‌شود
و برای یک مرد چه مرگی بهتر از این که در حال مواجه با حوادث ناگوار
و برای خاکستر پدرانش و برای معابد خدایانش بمیرد.